# Cholsäure
Cholsäure gehört neben Chenodesoxycholsäure zu den primären Gallensäuren. Chemisch ist sie ein zur Gruppe der Sterine (Sterole) gehörendes Steroid. Ihre Salze werden als Cholate bezeichnet.

## Biochemie

### Bildung
Cholsäure ist eine der vier am häufigsten von der Leber produzierten Säuren. Sie wird dort aus Cholesterin gebildet.

### Funktion
Cholsäure und die anderen Gallensäuren wirken als Emulgator. Bei der Verdauung emulgieren sie Fette und macht diese so den Lipasen zugänglich.
Die Leber wandelt Cholsäure zuerst weiter in Glycocholsäure („Glycin-Cholsäure-Amid“) und Taurocholsäure („Taurin-Cholsäure-Amid“) um, die dann in die Galle abgegeben werden und von dort aus als Salze in das Verdauungssystem gelangen.
Gallensäuren werden, nachdem sie ihre Funktion bei der Verdauung erfüllt haben, vom Körper wieder aufgenommen und wiederverwendet. Etwa 95 % der Gallensäuren werden im unteren Ileum über einen Na+-Symport (ASBT) sekundär-aktiv resorbiert. Etwa 1–2 % der Gallensäuren werden im oberen Dünndarm durch nichtionische, im unteren Dünn- und Dickdarm durch ionische Diffusion passiv aus dem Lumen aufgenommen. Aufgrund der intensiven Resorption treten nur 3–4 % der ursprünglich ins Duodenum abgegebenen Gallensäuren in den Dickdarm über. Anschließend übernehmen zytosolische Transportproteine und Anionenaustauscher ihren Export über die basolaterale Membran zurück ins Pfortaderblut. Somit erreichen sie wieder die Leber, wo sie nach Konjugierung in den Hepatozyten erneut zur Verfügung stehen. Jener Teil, welcher über den Stuhl verloren gegangen ist (ca. 0,6 g/Tag), wird in der Leber aus Cholesterol neu synthetisiert.

### Umwandlung in eine sekundäre Gallensäure
Cholsäure wird als primäre Gallensäure bezeichnet, da sie von der Leber selbst hergestellt wird. Im Dickdarm wird Cholsäure von anaeroben Bakterien teilweise in die sekundäre Gallensäure Desoxycholsäure umgewandelt.

## Verwendung
Industriell wird die Cholsäure hauptsächlich zur Synthese von Ursodeoxycholsäure verwendet, welche als Arzneistoff zum Auflösen von Gallensteinen und zur Prävention von Leberkrankheiten eingesetzt wird.
Cholsäure wird ebenfalls in der traditionellen chinesischen Medizin eingesetzt und dafür aus Bärengalle gewonnen.